# Weidenblättrige Wolfsmilch
Die Weidenblättrige Wolfsmilch (Euphorbia salicifolia), auch Weidenblatt-Wolfsmilch genannt, ist eine Pflanzenart aus Gattung Wolfsmilch (Euphorbia) innerhalb der Familie der Wolfsmilchgewächse (Euphorbiaceae).

## Beschreibung

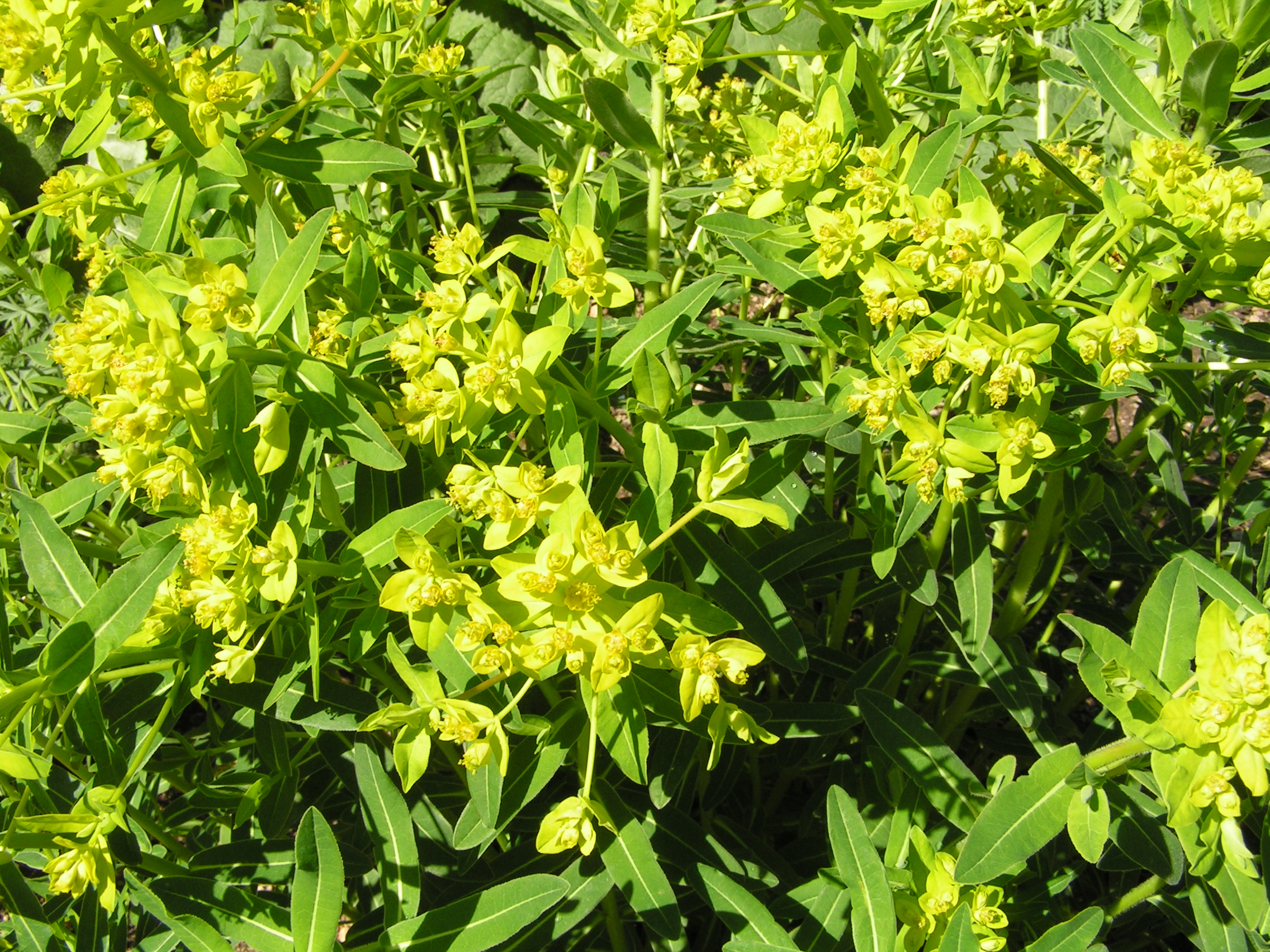
Blütenstände

### Vegetative Merkmale
Die Weidenblättrige Wolfsmilch wächst als sommergrüne ausdauernde krautige Pflanze und erreicht Wuchshöhen von 30 bis 70 Zentimetern. Die mittleren Stängelblätter sind fein bewimpert, bei einer Länge von 5 bis 7 Zentimetern sowie einer Breite von 1 bis 2,5 Zentimetern lanzettlich und ihre größte Breite liegt unterhalb der Mitte.

### Generative Merkmale
Die Blütezeit ist von Juni bis Juli. Der endständige scheindoldige Blütenstand ist meist acht- bis zehnstrahlig, darunter liegen blühende oder nicht blühende Seitenäste. Die Tragblätter sind breiter als lang und stachelspitzig. Die gelben Nektardrüsen der Cyathien sind sichelförmig und später purpurrot.
Die Kapselfrucht ist tief gefurcht, schwach runzelig und kahl.
Die Chromosomenzahl beträgt 2n = 36.

## Ökologie
Bei der Weidenblättrigen Wolfsmilch handelt es sich um einen Hemikryptophyten.

## Vorkommen
Das Verbreitungsgebiet von Euphorbia salicifolia reicht vom östlichen Mitteleuropa bis Südosteuropa und zur Türkei. Die Weidenblättrige Wolfsmilch kommt in Deutschland, in der früheren Tschechoslowakei, in Polen, Österreich, Ungarn, im früheren Jugoslawien, in Albanien, Griechenland, Bulgarien, Rumänien, in der Türkei und in der Ukraine vor. In Mitteleuropa findet man die Weidenblättrige Wolfsmilch nur in wenigen Gebieten. In Deutschland sind nur zwei isolierte Vorkommen bekannt; eines am Brandlberg bei Regensburg und eines bei Nürnberg. Die Weidenblättrige Wolfsmilch gilt dort als eingebürgert. In Tschechien kommt sie selten vor. In Österreich ist sie nur Bestandteil der pannonischen Flora und kommt daher selten in Niederösterreich und im Burgenland vor.
Die Weidenblättrige Wolfsmilch gedeiht am besten auf kalkhaltigen, mäßig trockenen, locker-humosen Lehmböden. Sie besiedelt Gebüsch- und Waldränder, wächst aber auch auf Rainen, an Zäunen und Ackerrändern und ist möglicherweise in Mitteleuropa eine Art der Ordnung Origanetalia.